# Veeartsenijstraat
De Veeartsenijstraat is een straat in de Nederlandse stad Utrecht in de wijk Wittevrouwen, die loopt vanaf de Biltstraat tot aan de Veeartsenijpad waar hij in overgaat. Zijstraat van de Veeartsenijstraat zijn de Takstraat, Gildstraat en de Hoefijzerstraat.
Ook is er een gedeeld pad aan de Bollenhofsestraat ter hoogte van nummer 176 dat leidt naar de splitsing van Veeartsenijstraat en Veeartsenijpad.
Aan de Veeartsenijstraat bevinden zich talrijke panden uit de periode dat hier nog de Faculteit der Diergeneeskunde van de Rijksuniversiteit was gevestigd zoals onder andere de Paardenkathedraal.

## Fotogalerij

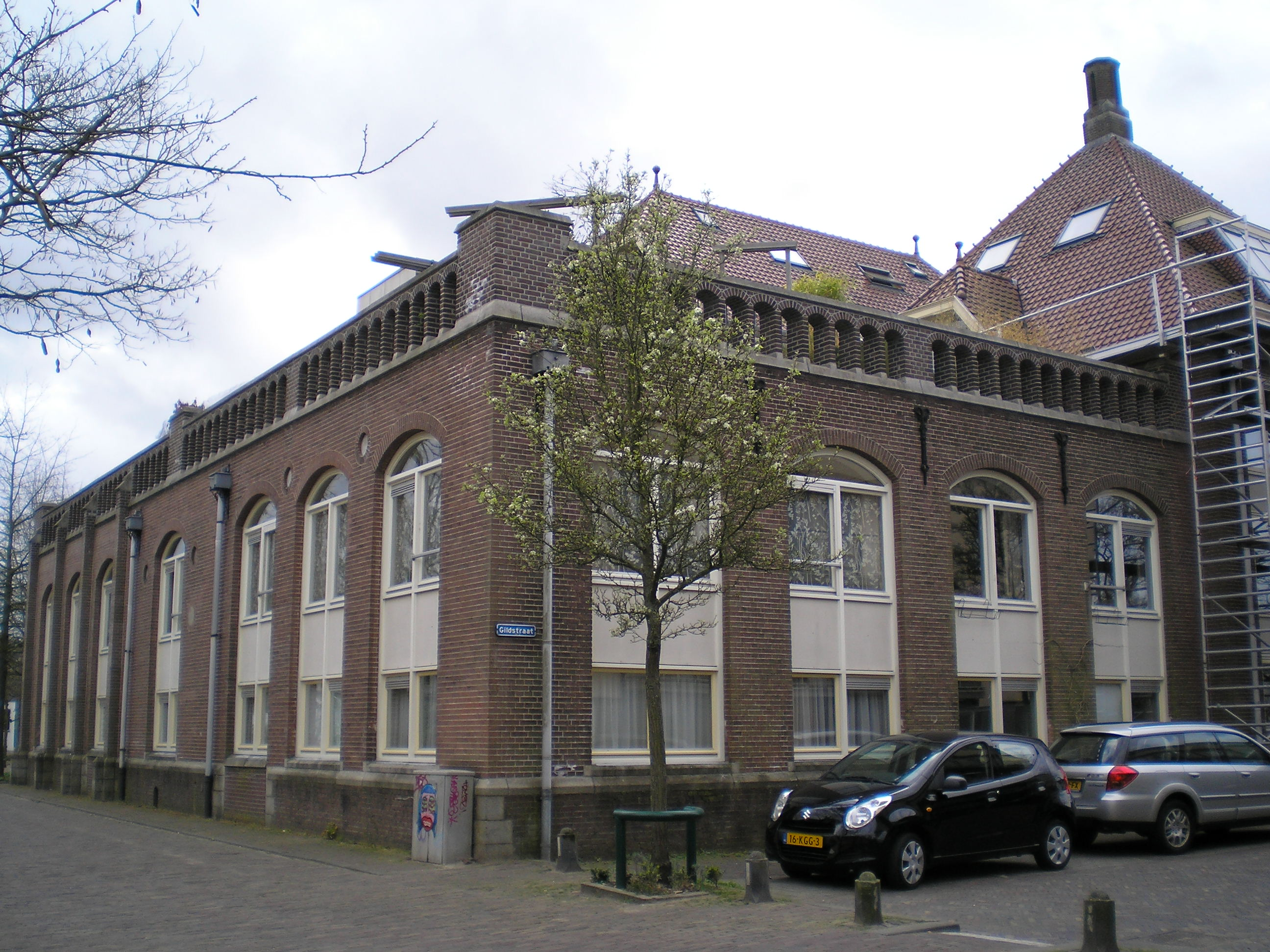
Veeartsenijstraat hoek Gilstraat met voormalig gebouw van de Faculteit der Diergeneeskunde van de Rijksuniversiteit
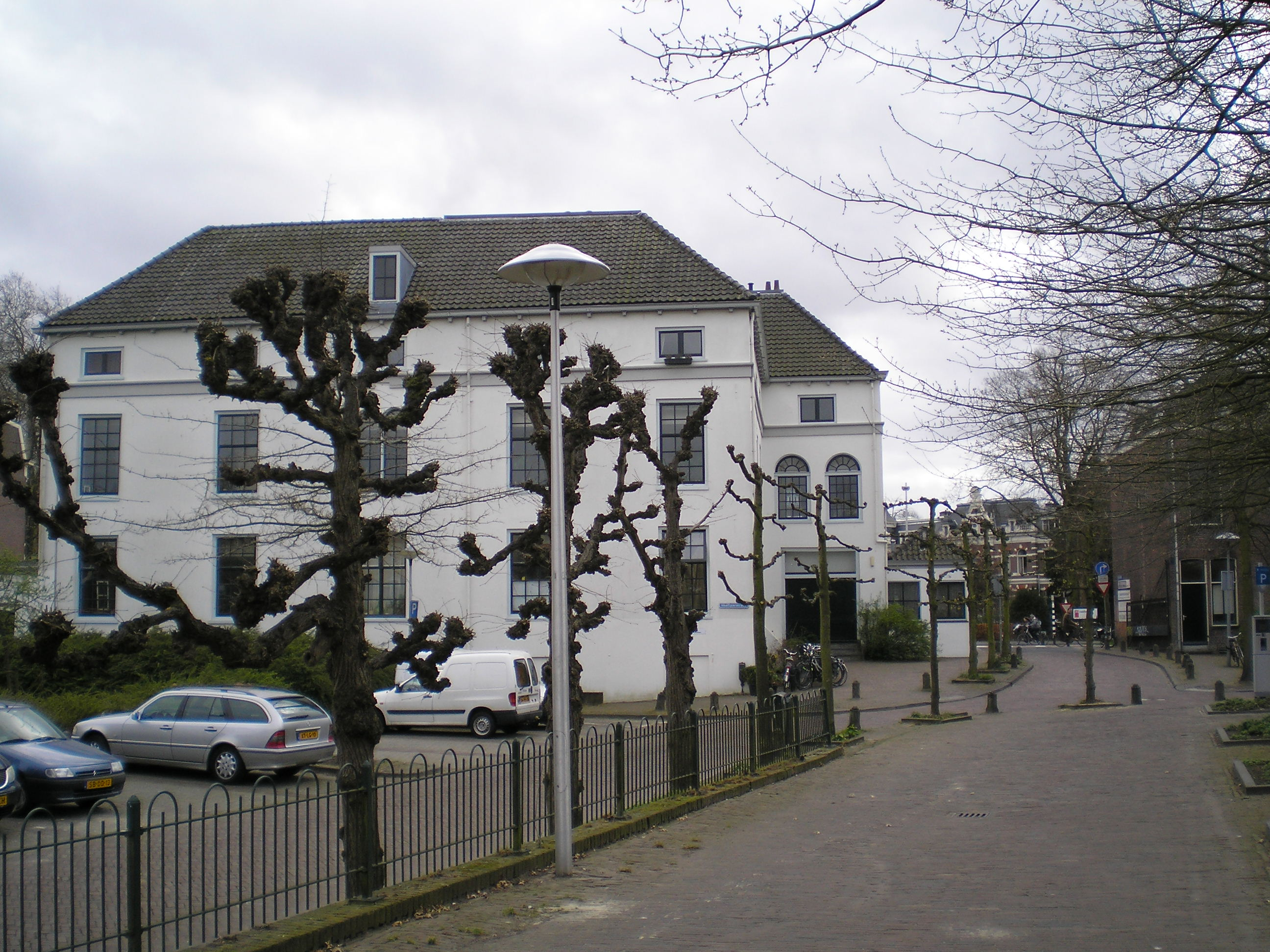
Veeartsenijstraat hoek Biltstraat met rechts achterzijde gebouw Biltstraat 170A en het witte gebouw links is het Poortgebouw Biltse Grift Terrein
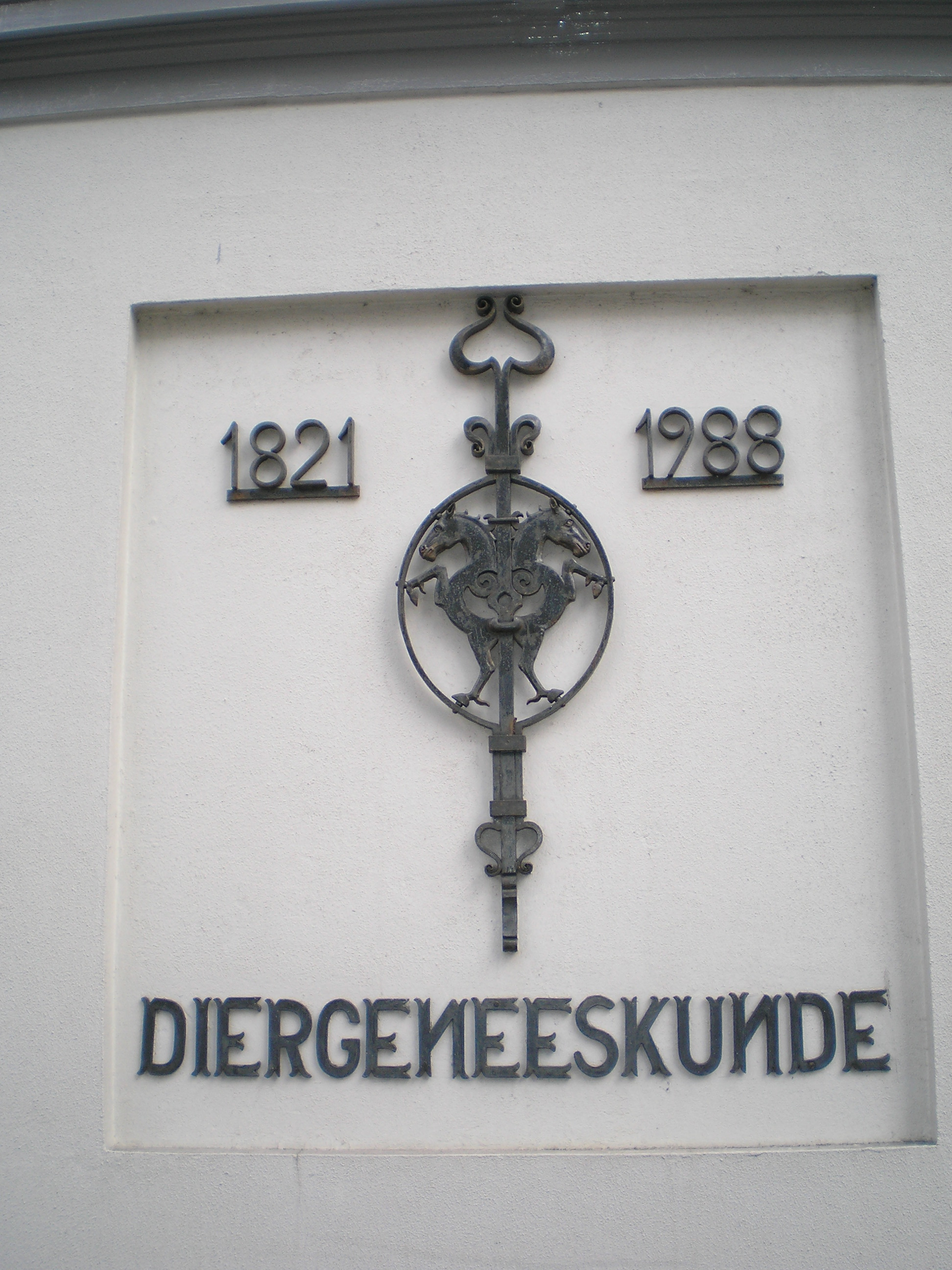
Veeartsenijstraat hoek Biltstraat met steen in de muur van dierengeneeskunde 1821-1988
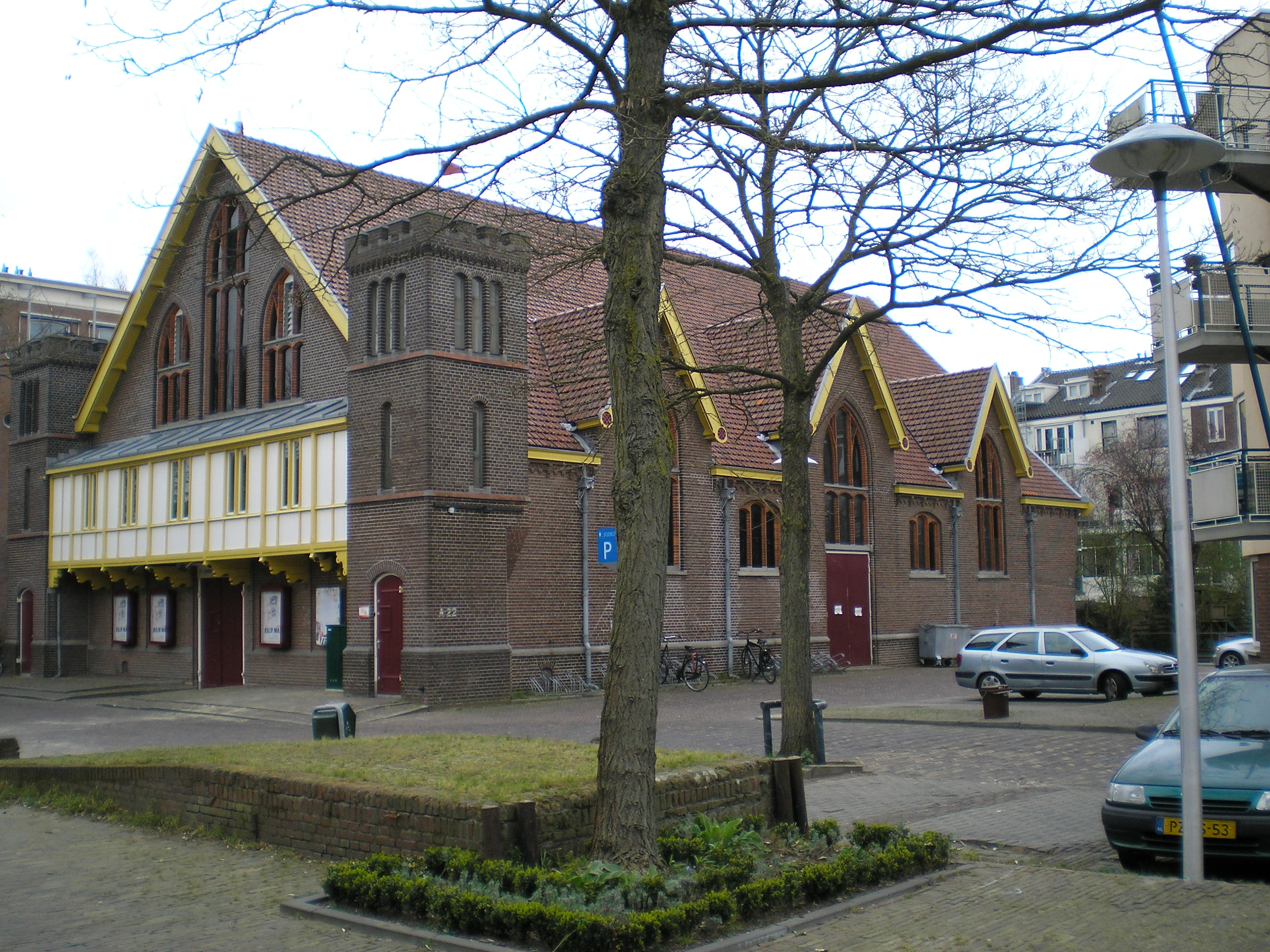
Veeartsenijstraat met Paardenkathedraal
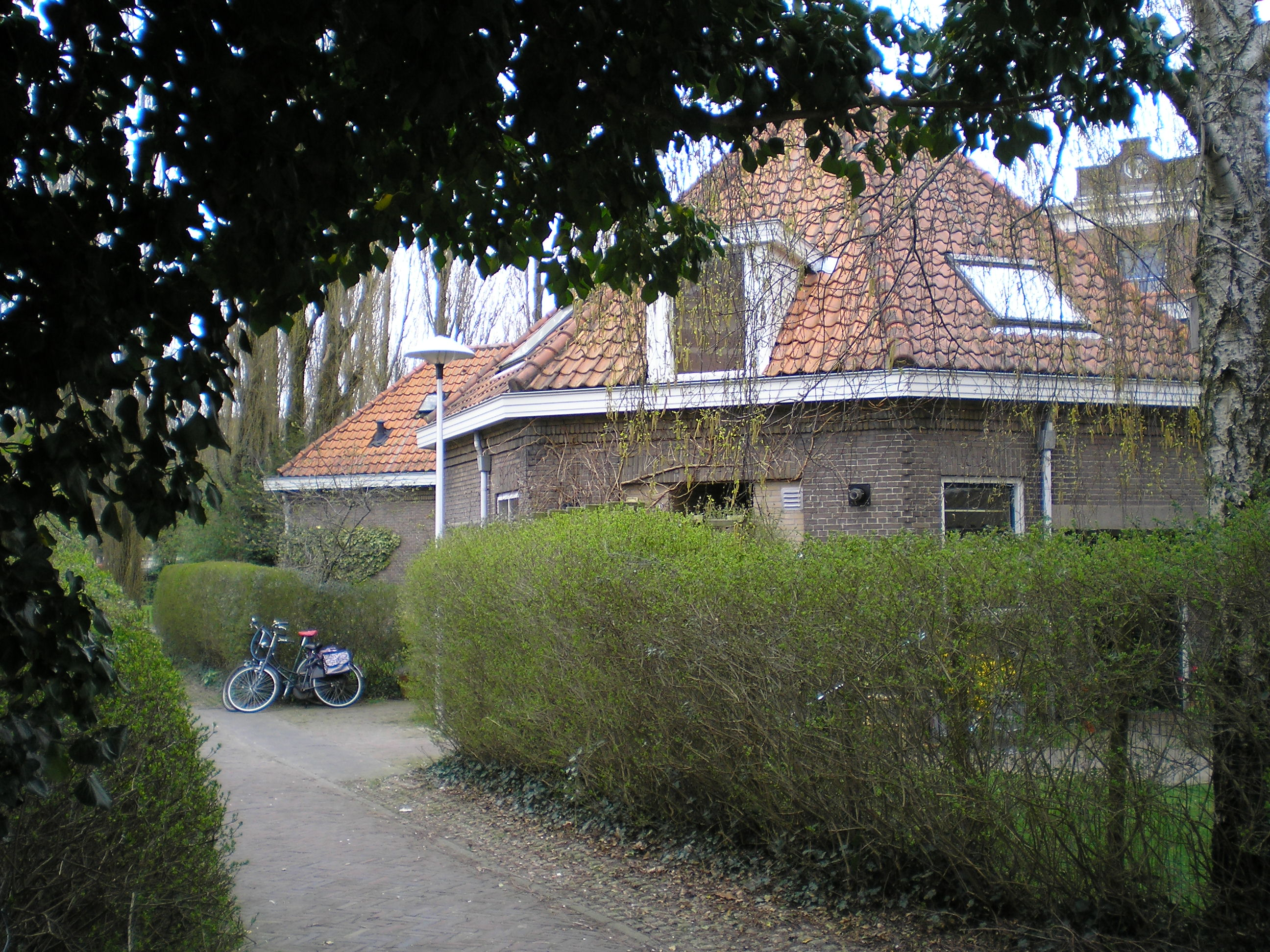
Veeartsenijpad hoek Bollenhofsestraat ter hoogte van nummer 176

Biltstraat ·
Blauwkapelseweg ·
Bollenhofsestraat ·
Hoefsmederijpad ·
Hoefsmederijstraat ·
Hoefijzerstraat ·
Kapelstraat ·
Kleinesingel ·
Poortstraat ·
Veeartsenijpad ·
Veeartsenijstraat ·
Wittevrouwensingel